# Troarn
Troarn er en kommune i Calvados departmentet i Basse-Normandie regionen i det nordvestlige Frankrig. Byen ligger 14 km øst for Caen ved floden Dive.
Byens vigtigste seværdighed er klosteret, som blev grundlagt af Roger 2. af Montgomery i 1059. Han deltog i Wilhelm Erobrerens erobring af England, og fik titlen 1. jarl af Shrewsbury for sin indsats.

## Eksterne kilder
- Troarn på l'Institut géographique nationals hjemmeside Arkiveret 14. marts 2007 hos  Wayback Machine
- Troarn på l'Insee Arkiveret 10. oktober 2007 hos  Wayback Machine
- Troarn på Quid hjemmesiden Arkiveret 8. august 2007 hos  Wayback Machine
- Placeringen af Troarn på et kort over Frankrig med indtegnede kommunegrænser (Webside ikke længere tilgængelig)

.
- Wikimedia Commons har flere filer relateret til Troarn